# Cinema Rustaveli
Il cinema Rustaveli (in georgiano კინოთეატრი რუსთაველი?) è un cinema teatro a Tbilisi. Il teatro si trova su viale Rustaveli di fronte al Parlamento della Georgia. Il teatro fu inaugurato nel 1939 e originariamente aveva una capienza di 1200 persone. È stato progettato dall'architetto Nikolay Severov nello stile dell'architettura stalinista e ha sculture di Valentin Topuridze e Shota Mikatadze che rappresentano diversi gruppi sociali in nicchie a volta al secondo piano. L'edificio ha quattro piani ed è un parallelepipedo. Il primo piano è bugnato mentre i piani superiori sono strutturati da lesene corinzie. La parte superiore dell'edificio è resa come un cornicione sovrastante.  Nel 1999 il cinema Rustaveli è stato ristrutturato e riaperto l'11 luglio 1999 con 415 posti. Mostra principalmente film di successo in prima visione e ha in media 1000 visitatori al giorno.